# السيمفونيات التراثية
السيمفونيات التراثية هو مشروع مؤسسة ثقافية تأسست عام 2019 في اليمن، تهدف إلى تعزيز ونشر الموسيقى الشعبية، من خلال دمجها في أداء أوركسترالي يجمع بين أنماط الموسيقى الشعبية والآلات التقليدية مع الآلات الغربية.
بالإضافة إلى الموسيقى، يبرز المشروع الفنانين بهويتهم الثقافية المميزة، المتمثلة في الآلات الموسيقية والإيقاعات التقليدية والرقص الشعبي والأزياء التقليدية، بالإضافة إلى تقديم فعاليات ثقافية أخرى مصاحبة لأنشطة الحفل.

## الأحداث
في عام 2019، قدم محمد القحوم حفلاً موسيقياً أوركسترالياً في كوالالمبور، ماليزيا، بعنوان "الأمل من عمق الألم". كان يقود أوركسترا تضم 90 موسيقيًا، بما في ذلك 30 من حضرموت، الذين عزفوا على الآلات الموسيقية والإيقاعية التقليدية الحضرمية بينما كان الموسيقيون الآخرون من الصين والهند وماليزيا واليابان وأوزبكستان.
في 10 مارس 2022، قاد محمد حفلاً أوركستراليًا ثانيًا بعنوان "نغم يمني على ضفاف النيل" في القاهرة، شارك فيه أكثر من 120 عازفًا من جنسيات مختلفة على خشبة المسرح الكبير بدار الأوبرا المصرية، وتم تقديم ثماني مقطوعات موسيقية من الألوان التراثية بتنسيق أوركسترالي.

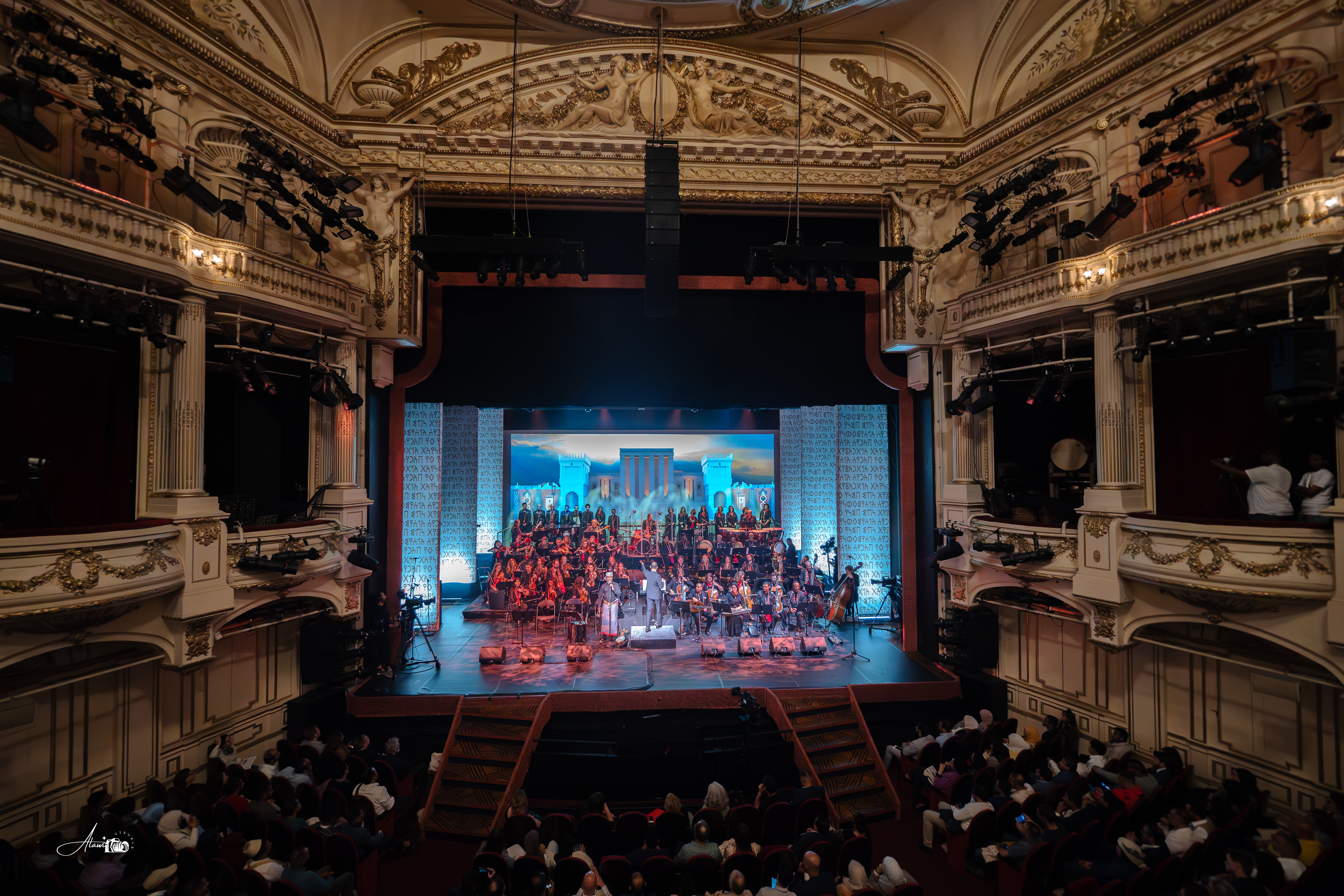
"نغم يمني في باريس" بقيادة محمد القحوم على مسرح موغادور

في 2 أكتوبر 2023، أقيم حفل أوركسترالي ثالث بعنوان "نغم يمني في باريس" في فرنسا.
| الحفل                   | الدولة           | التاريخ                                   | مرجع |
| ----------------------- | ---------------- | ----------------------------------------- | ---- |
| الأمل من عمق الألم      | ماليزيا          | 13 أبريل 2019                             | –    |
| نغم يمني على ضفاف النيل | مصر              | 10 مارس 2022                              |      |
| نغم يمني في باريس       | فرنسا            | 2 أكتوبر 2023                             |      |
| الأوركسترا الحضرمية     | الكويت           | 18 أكتوبر 2023 تغير إلى 18-19 فبراير 2024 | –    |
| نغم يمني في الدوحة      | قطر              | 20 يونيو 2024                             |      |
| الأوركسترا اليمنية      | السعودية         | 17 نوفمبر 2024                            |      |
| [سيتم تحديدها]          | دبي              | 25 يناير 2025                             | –    |
| [سيتم تحديدها]          | البحرين          | 20 فبراير 2025                            | –    |
| [سيتم تحديدها]          | عمان             | 24-25 أبريل 2025                          | –    |
| [سيتم تحديدها]          | الولايات المتحدة | [سيتم تحديدها]                            | –    |